# 1183
1183 (MCLXXXIII) var ett normalår som började en lördag i den julianska kalendern.

## Händelser

### Okänt datum
- Fördraget i Konstanz undertecknas, varigenom freden återställes mellan kejsaren och de lombardiska städerna.
- Andronicus I efterträder Alexius II som bysantinsk kejsare.
- Hannoversch Münden omnämns som stad.

## Födda
- Philippa av Armenien, prinsessa av Armenien, kejsarinna av Nicaea.

## Avlidna
- 11 juni – Henrik den yngre, kung av England (medregent till sin far Henrik II) sedan 1170.
- Calixtus III, född Giovanni, motpåve 1168–1178.